# Alejandro Fernández de Araoz y de la Devesa
Alejandro Fernández de Araoz y de la Devesa (Medina del Campo, provincia de Valladolid, 18 de marzo de 1894-Madrid, 8 de noviembre de 1970) fue un abogado y político español, diputado en el Parlamento y gobernador del Banco de España durante la Segunda República Española.

## Biografía
Era un hijo de Clemente Fernández de la Devesa y de Margarita de Araoz y Alonso, y se casó con Carmen Marañón y Moya, hija de Gregorio Marañón. Pertenecía al Cuerpo de Abogados del Estado y en las elecciones generales de España de 1923 fue elegido diputado del distrito de Arévalo (provincia de Ávila) por el sector público, dirigido por Santiago Alba Bonifaz del Partido Liberal.
Entre abril y mayo de 1935 fue gobernador del Banco de España. Más tarde fue presidente de la junta de directores de empresas como la Sociedad General Azucarera de España y de la Unión Alcoholera Española.
Contrajo matrimonio en 1933 con Carmen Marañón Moya, hija de Gregorio Marañón.Su hijo, Alejandro Fernández de Araoz y Marañón, falleció en Madrid, el 18 de agosto de 2024.